# Clearstream
 (septembre 2009).
Si vous disposez d'ouvrages ou d'articles de référence ou si vous connaissez des sites web de qualité traitant du thème abordé ici, merci de compléter l'article en donnant les références utiles à sa vérifiabilité et en les liant à la section « Notes et références ».
Clearstream (signifie en anglais « courant limpide ») est une chambre de compensation internationale et un dépositaire central international située au Luxembourg, spécialisée dans l'échange de titres et doublée d'une banque Clearstream Banking S.A., implantée en Allemagne et au Luxembourg. Depuis 2000, c'est une des filiales de Deutsche Börse.
Depuis 2001, et à la suite des enquêtes du journaliste d'investigation Denis Robert, elle est au centre d'une affaire financière, industrielle et internationale, l'affaire Clearstream 1, et en 2006, au cœur d'une affaire politico-financière, l'affaire Clearstream 2. La jurisprudence qui en résulte est importante car en
février 2011, après 10 ans de procédures, Clearstream a perdu tous les procès contre Denis Robert sur la base de l'article 10 de la Convention européenne des droits de l'homme,  la Cour de cassation reconnaissant « l’intérêt général du sujet » et le « sérieux de l'enquête ».

## Description
Clearstream est un Dépositaire Central International ou ICSD (International Central Securities Depository). Son métier est le règlement livraison sur le marché des eurobonds (plus de 80 % de ses activités) ainsi que le règlement livraison des titres et parts de fonds d'investissement. Depuis 2002, c'est une filiale à 100 % du groupe Deutsche Boerse AG.

## Historique
Clearstream a été créé en 1970 sous le nom de CEDEL. Cedel International est spécialisé dans le règlement livraison des euro-obligations (eurobonds) et a été créé par un consortium de banques afin de ne pas laisser le monopole de ces activités à Euroclear, alors propriété de la banque américaine JPMorgan. C'est une chambre de compensation (clearing house). Euroclear est l'autre centrale de règlement livraison pour les eurobonds.
Les clients de Clearstream qui sont des banques ou des institutions financières et quelques entreprises (4 en 2006), ouvrent un compte en Clearstream par lequel seront réglées/livrées leurs transactions avec leur contrepartie elle-même banque ou institution financière. Aucun particulier ne peut ouvrir de compte chez Clearstream. À la demande des clients, les comptes peuvent être publiés ou non-publiés afin de faciliter les compensations entre leurs filiales distinctes. Les comptes quels qu'ils soient sont soumis aux mêmes contrôles. En 1996, Clearstream obtient sa licence bancaire.
En janvier 2000, elle est devenue Clearstream par la fusion de Cedel International et Deutsche Börse Clearing, une filiale de Deutsche Börse Group, propriétaire de la bourse de Francfort qui en détient 50 %. En juillet 2002, Deutsche Börse achète les 50 % restants de Clearstream International pour 1,6 milliard d'euros. En 2004, Clearstream a contribué pour 114 millions d'euros au résultat de Deutsche Börse. La même année, elle a effectué 50 millions de transactions.
En 2013, Clearstream doit payer aux États-Unis une amende de 152 millions de dollars pour violation de l'embargo sur l'Iran,.

## Affaires judiciaires

### Clearstream 1
L'enquête ouverte par la justice luxembourgeoise pour blanchiment d'argent et escroquerie fiscale à l'encontre de Clearstream a abouti en 2004 à un non-lieu en raison de l'insuffisance des preuves sur le blanchiment, de la non rétroactivité des lois (le Luxembourg n'ayant adopté une législation contre le blanchiment qu'à la fin des années 1990), de la double comptabilité et de la prescription de certains délits mineurs.
En novembre 2004, le parquet grand-ducal a clos l'enquête principale portant sur le blanchiment de capitaux.

### Clearstream 2
Clearstream 2 est une affaire de dénonciation calomnieuse, usage de faux, recel d'abus de confiance et vol forgée par deux cadres de la société EADS ayant falsifié un listing contenant des comptes bancaires ouverts chez Clearstream et y ayant ajouté des noms de personnalités du monde politique et économique. L'enquête, dès 2005, porte sur la réalisation de ces faux et se conclut par la condamnation des deux protagonistes.

### Denis Robert
En février 2011, après 10 ans de procédures, Clearstream perd tous les procès contre Denis Robert. Se fondant sur l’article 10 de la Convention européenne des droits de l'homme, la Cour de cassation a explicitement reconnu « l’intérêt général du sujet » et le « sérieux de l'enquête » de Denis Robert,. Ces procès concernaient  Révélation$, La Boîte noire et Les Dissimulateurs, ces trois ouvrages étant les objets principaux du litige.

## Sources
- Denis Robert, Révélation$, Les Arènes, 2001.
- Denis Robert, La Boîte noire, Les Arènes, 2002.
- Pierre Lascoumes et Thierry Godefroy, Le Capitalisme clandestin, La Découverte, 2004  (ISBN 2707141437).
- Jean-Pierre Thiollet, Beau linge et argent sale -- Fraude fiscale internationale et blanchiment des capitaux, Anagramme Editions, 2002.